# Кюровщина
Кюровщина — деревня в Гдовском районе Псковской области России. Входит в состав Добручинской волости Гдовского района.

## География
Расположена в 2 км от правого берега реки Плюсса, в 19 км к северо-западу от Гдова и в 13 км к юго-востоку от волостного центра, деревни Добручи.

## Население
Численность населения деревни на 2000 год составляла 4 человека, по переписи 2002 года — 10 человек.

## История
До 1 января 2006 года деревня входила в состав ныне упразднённой Вейнской волости.